# 業界研究
業界研究（ぎょうかいけんきゅう）とは、特定業界の内部に関して主要企業に主眼を置いて分析・考察することである。研究と名前が付いていても学術研究ではなく、実利を目的として業界内の企業群を大局的視点で評価・認識する事を指している。
具体的には、経済面や生産面から生産／販売に関して業界全体での総額／総量と主要企業のそれらを元に市場占有率を導いたり、主要企業ごとの製品サービスにおける機能分野別や地域別、年代別、性別別、価格帯別といった各市場での得意／不得意分野や、代表商品／サービスを列挙して、企業ごとの位置付けを明らかにしたりする。企業ごとの特殊性の他にも互いに連携する事象も分析される。また、多くの業界で存在する市場を二分するようなアライアンス・グループを形成している事情や、例えば製造業では、開発過程での技術的な協力関係や生産過程や物流での協業／共同購入／共同配送なども研究対象となる。小規模の企業は「A - Z」や「その他」という一括りにして扱われることが多い。通常は市場調査の結果に基づいて行われる。
以下のような場面で用いられる。
- 基本的なマーケティング分析であり、既に業界内に存在する企業や新規参入を図る企業、自社が目指すべき市場、または避けるべき市場を明らかにする
- 対象となる業界には属さないが、その業界内の企業に付随する製品／サービスを提供する企業が、経営判断の指針とする
- 新卒学生が就職活動に向けて行うことで、入社希望の企業を選んだり面接時の知識を得たりする。ただし、公務員志望の就職活動では、私企業における業界研究とは異なる方向性の知見が必要になる

また、政府が行う経済分析においても、各省庁レベルでの政策決定過程で同様の調査・分析活動が行われている。業界研究は基本的に既存市場の過去の姿の分析であり、新市場創出のためにはより広い視点での考察が求められる。